# Stichting El Tawheed
Stichting El Tawheed is een Amsterdamse non-profitvereniging. De stichting is genoemd naar het begrip Tawhied dat vooral de eenheid van God aanduidt. De El Tawheed-moskee in Amsterdam is een van de ondernemingen van de stichting.

## Organisatie
Stichting El Tawheed is opgericht in 1986. De activiteiten bestonden toen nog voornamelijk uit het geven van lessen godsdienst en Arabisch. Het onderricht vond plaats in de moskee van de stichting. In dezelfde ruimte werd, en wordt nog steeds, vijf maal per dag het gebed verricht. Inmiddels heeft El Tawheed een sterke ontwikkeling doorgemaakt en kunnen we spreken van een groot en gevarieerd activiteitenaanbod.

### Activiteiten
Moskee, boekhandel, bibliotheek, maandblad El Tawheed, lezingen, nikah (huwelijk), Arabisch alle niveaus, sport, maatschappelijk werk, voorlichting, cursussen op maat, godsdienstles en uitgeverij.

### Bestuur
Het bestuur bestaat uit zeven leden, allen moslims van verschillende afkomsten.

## In opspraak
De moskee is diverse keren in de Nederlandse media opspraak geraakt. Zo werd er het boek "De Weg van de moslim" verkocht waarin gesteld werd dat homoseksuelen "van een hoog gebouw met het hoofd naar beneden gegooid moesten worden" en weigerde de Moskee van dit standpunt afstand te nemen. Omdat dit boek ook in reguliere Amsterdamse en Rotterdamse boekhandels verkrijgbaar bleek en tevens als lesmateriaal op de Universiteit van Amsterdam temperde de kritiek iets. Ook deed de moskee aangifte tegen Kamerlid Geert Wilders wegens godslastering.
In januari 2008 laaide de kritiek op de moskee weer op toen ex-commissaris van de Amsterdamse politie Peter Slort stelde: "Ze vertelden mij: uiteindelijk is ons ideaal een islamitische maatschappij, ook in Nederland." 
In 2018 kwam in het nieuws, dat de moskee onderdak bood aan IS-gangers.